# Mr. Bean
Mr. Bean este un serial britanic de comedie de televiziune, format din 15 episoade, avându-l ca personaj principal pe Rowan Atkinson. Scenariile au fost scrise de Rowan Atkinson, Robin Driscoll, Richard Curtis și  Ben Elton. Primul episod a fost difuzat pe ITV la data de 1 ianuarie 1990, iar ultimul episod, „Păr de Mr. Bean al Londrei”, la 15 noiembrie 1995.
Bazat pe un personaj creat de Rowan Atkinson la Universitatea Oxford, serialul valorifică gestica lui Mr. Bean, descrisă de Atkinson ca 
„un copil în corpul unui adult”, în rezolvarea mai multor sarcini zilnice în care intervin probleme.
În cei cinci ani de difuzare seria a avut audiențe mari, incluzând 18,74 milioane de telespectatori pentru episodul din 1992, „Pericoul cu Mr. Bean”. Serialul a primit multe premii internaționale, între care Trandafirul de aur. Show-ul a fost vândut în peste 200 de țări. Au urmat două filme, Mr. Bean și Vacanța lui Mr. Bean și un serial de animație.

## Origini și influențe
Personajul Mr. Bean a fost dezvoltat când Atkinson studia pentru masteratul în științe la Universitatea Oxford. O scenetă cu acest rol a fost jucată la Edinburgh Fringe la începutul anilor 1980. Un personaj asemănător, numit Robert Box, interpretat de Atkinson, a apărut în sitcomul difuzat pe ITV, Râsete la conservă, iar unele acțiuni au fost folosite și în filmul din anul 1997, „Bean”. În 1987 Mr. Bean a apărut la festivalul de comedie „Just For Laughs” din Montreal, Quebec, Canada. Când organizatorii l-au inclus pe Atkinson în programul festivalului, acesta a insistat să-și joace rolul în partea destinată scenetelor în franceză, nu în engleză. Neavând în scenariu replici în franceză, organizatorii nu au înțeles de ce Atkinson a dorit să apară în programul destinat acestei limbi. După cum s-a aflat, sceneta a fost un test pentru personajul „Mr. Bean”, Atkinson dorind să vadă cum va reacționa publicul străin la comedia psihică.
Numele personajului nu a fost decis până la producerea primului episod, încercându-se și alte denumiri influențate de legume cum ar fi „Mr. Cauliflower” (Domnul Conopidă). Atkinson a afirmat că, în realizarea personajului, l-a inspirat personajul Monsieur Hulot, creat de comediantul și regizorul francez Jacques Tati. Stilistic, serialul este foarte asemănător cu filmele mute, „Mr. Bean” vorbind foarte puțin (deși spre deosebire de alte seriale are o parte audio de râsete). Aceasta a înlesnit vânzarea serialului în toată lumea fără modificări semnificative ale dialogului.

## Personaje și recuzită

### Mr. Bean

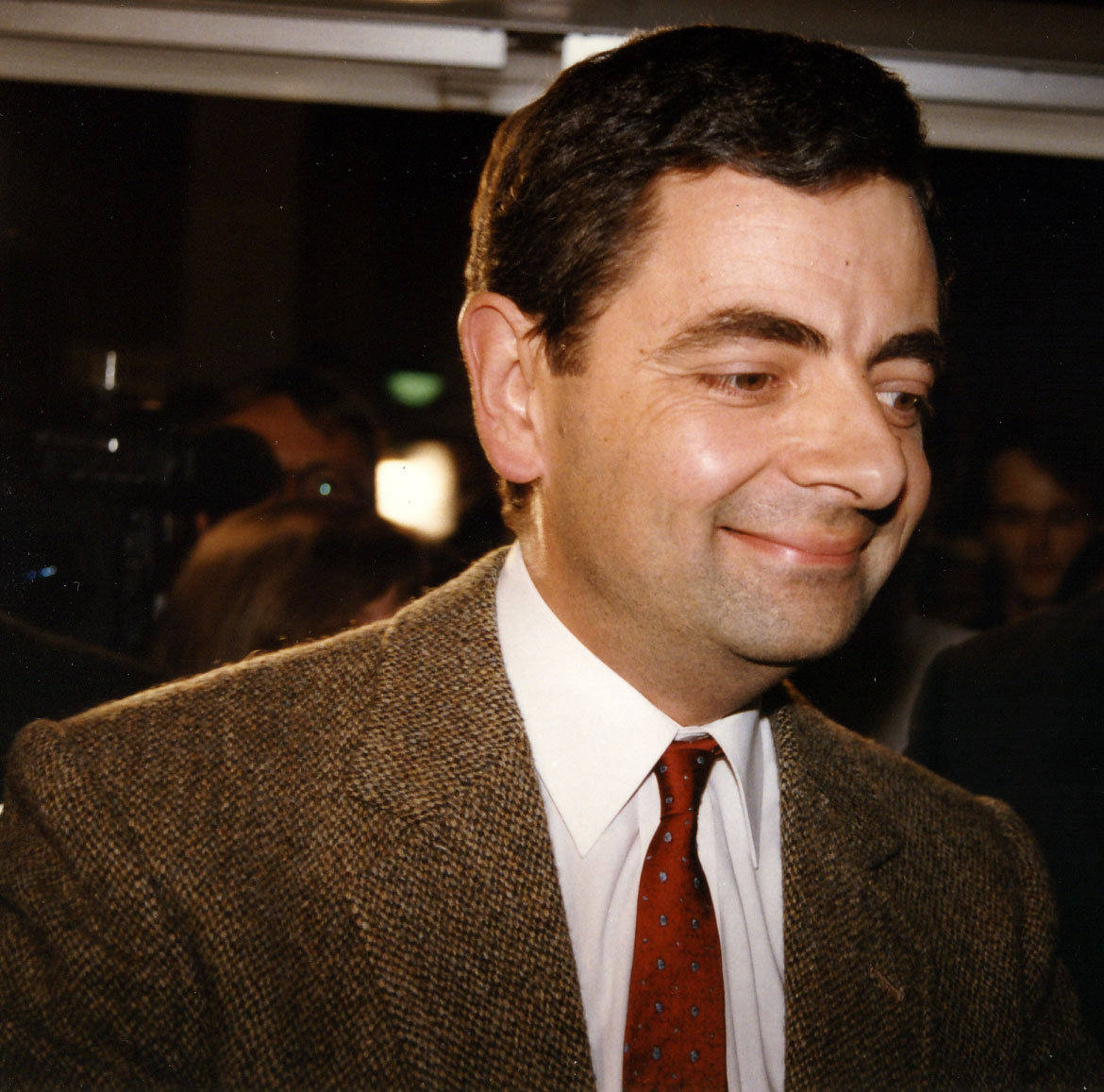
Mr. Bean în sacoul caracteristic

Personajul principal, interpretat de Rowan Atkinson, folosește scheme neobișnuite și complicate pentru rezolvarea sarcinilor zilnice. Locuiește singur într-un mic apartament din Highbury, partea de nord a Londrei. Îmbracă un sacou din stofă de lână țesută artizanal și poartă o cravată roșie. Are ceas de mână cu calculator digital (pe care nu-i place să-l piardă). Mr. Bean vorbește rar și, când o face, mormăie cuvintele pe un ton grav și comic.
Primul nume (se recomandă ca „Bean” altora) și meseria nu sunt menționate. În primul film, ca prim nume este trecut „Mr.”, iar la loc de muncă este trecut ca angajat la National Gallery, Londra. În Vacanța lui Mr. Bean, pe pașaport este trecut ca „Rowan”.
Mr. Bean pare a nu cunoaște aspecte fundamentale despre cum este lumea, în serial folosindu-se de un televizor pentru a înota, redecorează neobișnuit (explozibil în vopsea) și deranjează lumea din biserică. Umorul vine din soluțiile originale (și uneori absurde) la care recurge pentru a rezolva problemele, refuzând să fie ajutat, fiind meschin și uneori invidios.
La începutul episodului al doilea, Mr. Bean cade din cer într-un fascicul de lumină, acompaniat de un cor cântând Ecce homo qui est faba (în română: „Iată omul-fasole”). Această secvență a fost redată în alb-negru în episoadele 2 și 3, producătorii dorind să-i arate statutul de om obișnuit în lumina reflectoarelor. În episoadele următoare, Mr. Bean cade din cer în timpul nopții pe o stradă pustie din Londra, în fundal fiind vizibilă Catedrala Sfântul Paul din Londra, scena sugerând că Bean ar fi extraterestru. La sfârșitul episoadelor 3 și 6 este absorbit în cer (scenă neagră în episodul 3 și scena cu strada în episodul 6). Atkinson a afirmat că Bean „îi seamănă puțin cu un extraterestru”; în serial de animație, el este ilustrat ca o ființă extraterestră.

### Teddy
Teddy este ursulețul și cel mai bun prieten al lui Mr. Bean. Are culoarea maro-închis, doi nasturi în loc de ochi și buze rotunde. În timpul episoadelor este distrus și desfigurat, deseori neintenționat. Deși Teddy este neînsuflețit, Mr. Bean se poartă cu el de parcă ar fi viu. De exemplu, când Mr. Bean îl hipnotizează pe Teddy, pocnește din degetele și capul i se lasă pe spate ca și cum ar fi adormit instantaneu. Bean îi cumpără un cadou de Crăciun sau încearcă să-l trezească dimineața. Teddy face parte din acțiunile lui Bean, fiind folosit ca periuță de dinți în cazul unor urgențe; chiar a fost decapitat  ("Mr. Bean in Room 426") și micșorat prin spălare ("Tee Off, Mr. Bean"). Teddy este de asemenea „animalul” lui Mr. Bean în episodul „Hair by Mr. Bean of London”. Teddy care a fost folosit în serial se află acum într-o vitrină, lângă automobilul Mini la Muzeul Automobilistic Național din Beaulieu (în comitatul Hampshire).

### Mașina

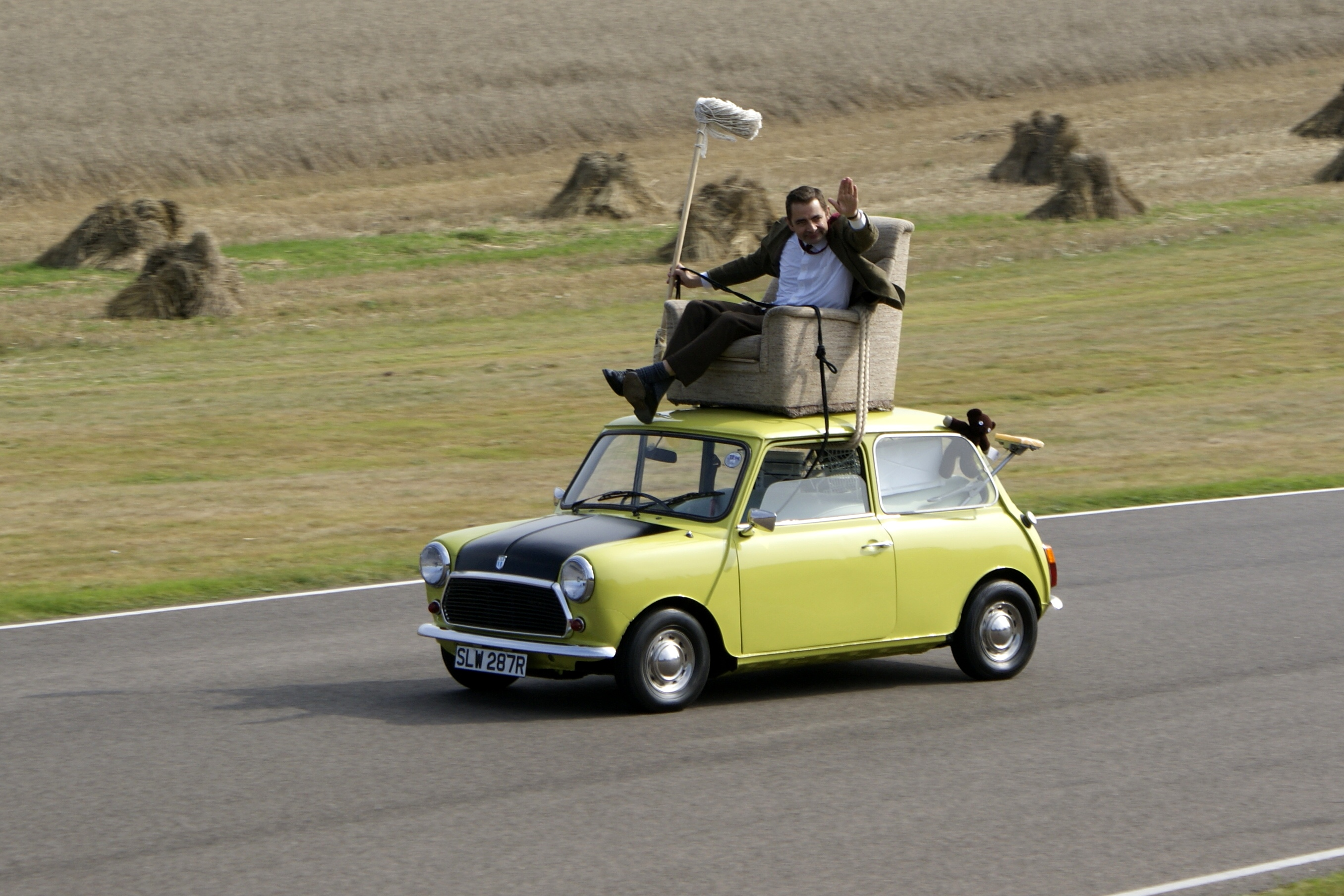
Rowan Atkinson demonstrând o scenă celebră din serialul Mr. Bean stând pe o canapea legată de un Mini la Circuitul Goodwood în 2009

Mașina lui Mr. Bean, un Mini 1000 produs de Leyland Motor Corporation, a fost în centrul multor acțiuni comice, ca atunci când Mr. Bean își schimbă hainele, conducând în timp ce șade într-un fotoliu pe deasupra mașinii sau când ocolește o barieră de taxat conducând prin intrare.
În primul episod, mașina lui Mr. Bean era una BMC Mini MK II (înmatriculată RNT 996H), dar a fost distrusă la sfârșitul acelui episod. Mașina a fost înlocuită cu una verde "Applejack", cu capotă neagră, model din 1977, (înmatriculată SLW 287R), care a apărut prima dată în episodul "The Curse of Mr. Bean".
Mr. Bean își lua măsuri de securitate „inovatorii”, folosind o încuietoare cu lacăt în loc să încuie portiera și scoțând volanul mașinii în locul cheii. Măsurile au dat roade, deoarece un hoț care i-a spart mașina nu a reușit să o pornească. Mașina a fost confundată cu cea de același model și culori (cu excepția că verde era și culoarea capotei) (înmatriculată ACW 497V), care a fost distrusă de un tank în episodul "Back to School, Mr. Bean".
În timp ce conduce, Mr. Bean se ceartă cu șoferul nevăzut al unei mașini bleu Reliant Regal Supervan III (înmatriculată GRA 26K), pe care o răstoarnă, accidentează, îi ia locul de parcare etc. Conflictul apare din primul episod și se continuă până la finalul seriei.
Și Mini-ul și Reliantul au reapărut ca personaje în desenul animat Mr. Bean, și în filmul  Vacanța lui Mr. Bean. O secvență în care Mini-ul trece prin mașina bleu a fost filmată pentru filmul din 1997, dar nu a fost inclusă în acesta.
După finalizarea filmărilor din 1997, Mini-ul a fost vândut companiei Kariker Kars, unde a fost folosită la numeroase evenimente. O perioadă fost expusă la Muzeul Rover, fiind mare atracție. În 1997, a fost cumpărată de Cars of the Stars Motor Museum unde se află și astăzi.

### Irma Gobb
Prietena lui Mr. Bean, Irma Gobb, interpretată de Matilda Ziegler, a apărut în patru episoade. S-au întâlnit în episodul Mr. Bean's Diary (1993), la o librărie locală. Este tratată cu dezinteres de Bean, care o consideră mai mult prietenă decât parteneră. Totuși, e gelos când ea dansează cu alt bărbat în „Mr. Bean Goes to Town”. În ziua de Crăciun, Irma se aștepta ca Bean s-o ceară în căsătorie în episodul "Merry Christmas, Mr. Bean", dar el îi face cadou un suport de tablou. După acest episod Irma l-a părăsit de tot (nu a mai apărut în următoarele episoade). Personajul a apărut și în seria de desene animate.

### Alte personaje
Deși Mr. Bean este singurul personaj uman semnificativ, apar și alte personaje, folosite în acțiuni ilare. În afară de prietena sa, Mr. Bean pare să aibă doar doi prieteni, Hubert și Rupert, care apar la petrecerea de Anul Nou în episodul "Do-It-Yourself, Mr. Bean" (deși ei au dat ceasul înainte și au plecat la petrecerea din celălalt apartament). Robin Driscoll interpretează mai multe personaje episodice. Mai mulți actori și comedianți britanici au jucat roluri episodice: Richard Briers, Angus Deayton, Nick Hancock, Paul Bown, Caroline Quentin, Danny La Rue, Roger Lloyd Pack, David Schneider și Richard Wilson.

### Producție și distribuire
Programul a fost produs din 1990 până în 1992 de Tiger Television, redenumit ulterior Tiger Aspect, pentru televiziunea Thames și din 1993 până în 1995 pentru Central. Episoadele au fost produse individual, neavând legătură, și au fost difuzate de ITV în Regatul Unit pe parcursul a șase ani, mai ales în jurul Revelionului. Episodul "Hair by Mr. Bean of London" nu a fost transmis de ITV, dar a fost difuzat pe DVD. După transmisia originală a fost redifuzat pe PBS și posturi de satelit, ca Telemundo în Statele Unite, CBC în Canada, Nickelodeon, Comedy Central Extra și ITV3 în Regatul Unit al Marii Britanii și al Irlandei de Nord, Disney Channel în Asia, și internațional. Canalul digital ITV3 a început redifuzarea serialului la 5 ianuarie 2010 și, din nou, la 24 mai 2010.
Vânzarea de casete în Regatul Unit a scăzut odată cu distribuirea filmului de lung metraj Bean și vânzarea anuală a lor din 2004.

### Coloana sonoră
Mr. Bean are o lucrare corală scrisă de Howard Goodall și interpretată de corul Catedralei Southwark (mai târziu Christ Church Cathedral, Oxford). Textul este în latină:
- Ecce homo qui est faba – „Iată omul-fasole” (melodia de la începutul episodului)
- Finis partis primae – „Sfârșitul părții I” (melodie de înainte de pauza publicitară)
- Pars secunda – „Partea a doua” (după pauza publicitară)
- Vale homo qui est faba – „Adio, omule-fasole” (melodia din finalul episodului)

Melodia a fost lansată pe albumul lui Goodall, „Lucrări corale”. Goodall a scris și coloana sonoră a multor episoade din Mr. Bean. Primul episod nu începe cu melodia „Ecce homo qui est faba”, ci cu o piesă instrumentală, compusă tot de Goodall. Aceasta a fost folosită când Bean incomoda mașina albastră Reliant, dar și în alte episoade unde apare aceasta.
În episodul „Tee Off, Mr. Bean”, melodia scrisă tot de Goodall și folosită în comedia lui Richard Curtis, „Vicarul de Dibley”, este auzită la radioul mașinii verzi. În „Crăciun Fericit, Mr. Bean.”, în timp ce Garda Regală concerta în centrul orașului, a fost folosită melodia „The British Grenadiers”, care a fost tema unui episod din Blackadder Goes Forth.
Mr. Bean apare în  videoclipul „The Stonk” creat de Hale și Pace pentru strângerea de fonduri în scop de binefacere la festivalul Comic Relief din 1991 
și în single-ul formației Boyzone „Picture Of You” din 1997. Melodia este folosită în primul film.
Mr. Bean a avut o înregistrare la Comic Relief în 1992. Aceasta era „Vreau să fiu ales” (engleză: (I want to be) Elected) și a fost creditat ca "Mr Bean și Smear Campaign feat. Bruce Dickinson". Acesta a fost single-ul lui Alice Cooper și a ajuns pe locul al nouălea în UK Singles Chart.

### Premii
Primul episod a câștigat Trandafirul de aur și alte două premii majore la festivalul Trandafirul de aur 1991 din Montreux.  În Regatul Unit, episodul „The Curse of Mr. Bean” a fost nominalizat de mai multe ori la decernarea premiilor BAFTA; „Cel mai bun program de comedie ușoară” în 1991, „Cea mai bună comedie” (program sau serie) în 1992. Atkinson a fost nominalizat de trei ori la secțiunea „Cea mai bună performanță actoricească într-o comedie ușoară” la edițiile din 1991, 1992 și 1994.

## Altele

### Adaptări filmografice

#### Bean
Bean, un film de lung metraj regizat de Mel Smith, cunoscut de asemenea ca Bean: The Ultimate Disaster Movie, a fost produs în 1997. Diferă față de serialul tradițional, unde Mr. Bean era în centrul acțiunii. Acum personajul interacționează cu o familie din suburbiile Californiei, unde domiciliază temporar pentru a supraveghea transferul tabloului Mama lui Whistler în Los Angeles la o galerie de artă. Filmul a avut un buget de  $22 milioane de dolari și încasări de peste $250 milioane de dolari americani.

#### „Vacanța lui Mr. Bean”
Din martie 2005 s-a lansat zvonul că va fi turnat un alt film, Vacanța lui Mr. Bean, cu Rowan Atkinson în rolul principal.
Numele filmului a fost schimbat de mai multe ori în timpul dezvoltării, incluzând Bean 2 și Francezul Bean.
Filmările au început la 15 mai 2006, iar postproducția în octombrie 2006. Premiera a avut loc la 30 martie 2007 în Regatul Unit. La 17 iulie 2007, premiera nord-americană s-a ținut în Montreal, Quebec, Canada, la Festivalul Just For Laughs, unde s-a lansat Mr. Bean în urmă cu 20 de ani. Filmul a fost lansat în SUA la 24 august 2007.
Filmul îl prezintă pe Mr. Bean aflat într-o călătorie plină de peripeții în timpul vacanței pe Coasta de Azur, Franța. Pelicula, după câteva ghinioane, culminează cu neprogramarea la Festivalul de Film de la Cannes. A fost regizat de Steve Bendelack și, potrivit vorbelor lui Atkinson, este probabil ultima apariție a acestui personaj.

### Serialul de animație

Mr. Bean în desenul animat cu prietena sa, Irma Gobb, și gazda, doamna Wicket

Mr. Bean în 2002 și ca serial de filme de desene animate, cu dialoguri puține, mai mult îngăimare de cuvinte scurte. Serialul, cu 26 de episoade (a câte 2 părți fiecare), a mărit numărul personajelor, cu gazda antipatică, doamna Wicket, și pisica sa portocalie și rea, cu un singur ochi, Scrapper. Rowan Atkinson a furnizat vocea lui Bean, iar acțiunile au fost preluate de la Atkinson. Alte voci pentru dublare: Jon Glover, Rupert Degas, Gary Martin și Lorelei King.

### Cărți
Au fost lansate două cărți în legătură cu serialul original: Jurnalul lui Mr. Bean (1992) și Jurnalul de buzunar al lui Mr. Bean. Cărțile au același conținut, diferind doar formatul tipăriturii. În ele se găsesc cuvinte scrise de mână, neciteț, în stilul lui  Mr. Bean. Ele dau informații suplimentare despre serial: de exemplu, se stabilește că Mr. Bean locuiește în Highbury și că stă în chirie la doamna Wicket. Cărțile confirmă numele prietenei, „Irma Gobb”, și dau numele celui cu care Irma a dansat în Mr. Bean Goes to Town (Giles Gummer). În 2002 a fost publicată o carte pentru copii cu titlul tot Jurnalul lui Mr. Bean, carte complementară pentru serialul de desene animate.

## Lansări video

### DVD-uri
În Regatul Unit (Regiunea 2) DVD-urile au fost lansate anual de Universal Pictures UK începând din 2004. Colecția completă este disponibilă și include cele două filme și altele.
În Statele Unite (Regiunea 1), seria completă a fost disponibilă din 2003 la A&E Home Video cu denumirea „The Whole Bean”(Întregul Bean).
În august 2009 a fost lansat un canal oficial de YouTube care conține părți din seriale și seria animată.
În România din 27 septembrie 2012 au fost vândute toate DVD-urile din prima serie(4 DVD-uri) în exclusivitate cu Gazeta Sporturilor.Dvd-urile conțineau toate cele 14 episoade,2 episoade bonus nedifuzate la TV și un film documentar despre istoria lui Mr.Bean și al lui Rowan Atkinson.Din seria de desene animate au fost vândute doar 2 din cele 6 DVD-uri tot cu Gazeta Sporturilor,probabil DVD-urile rămase vor fi vândute în curând.
| Numele dvd-ului          | Nr. de episoade            | Data lansării   | Note |
| ------------------------ | -------------------------- | --------------- | --- |
| Mr. Bean: The Whole Bean | 14 + 4 (episoade speciale) | 29 aprilie 2003 | Regiunea 1. Conține toate cele 14 episoade, două scheciuri Comic Relief și două scheciuri director's cut (selecția regizorului). |

Volume
| Numele DVD-ului                | Nr. de episoade                                                | Data lansării     | Note |
| ------------------------------ | -------------------------------------------------------------- | ----------------- | --- |
| Mr. Bean - Vol 1               | 3                                                              | 1 noiembrie 2004  | 3 episoade |
| Mr. Bean - Vol 2               | 3                                                              | 31 octombrie 2005 | 3 episoade |
| Mr. Bean - Vol 3               | 3                                                              | 13 noiembrie 2006 | 3 episoade |
| Mr. Bean - Vol 4               | 3                                                              | 19 martie 2007    | 3 episoade |
| Mr. Bean - Vol 5               | 2                                                              | 12 noiembrie 2007 | 2 episoade |
| Mr. Bean - Colecția            | 14                                                             | 12 noiembrie 2007 | Cele 14 episoade TV |
| Mr. Bean - Colecția de Crăciun | 14 + 2 (filme)                                                 | 12 noiembrie 2007 | Cele 14 episoade televizate și filmele Vacanța lui Mr. Bean și Bean - The Ultimate Disaster Movie                                                                            |
| Mr. Bean - Colecția Completă   | 14 + 26 (desene animate) + 2 (filme)                           | 12 noiembrie 2007 | Cele 14 episoade televizate, toate cele 26 episoade din Mr. Bean, Serialul de desene animate, Vacanța lui Mr. Bean și Bean - The Ultimate Disaster Movie                     |
| Mr. Bean - Ultimate Collection | 14 + 9 (desene animate) + 2 (filme) + Sketchuri Director's Cut | 16 December 2008  | Toate cele 14 episoade televizate, 9 episoade din Mr. Bean Serialul de desene animate, Vacanța lui Mr. Bean, Bean - The Ultimate Disaster Movie și scheciuri director's cut. |
| Mr. Bean - Vol 1               | 5                                                              | 17 noiembrie 2008 | 5 episoade |
| Mr. Bean - Vol 2               | 5                                                              | 17 noiembrie 2008 | 5 episoade |
| Mr. Bean - Vol 3               | 4                                                              | 17 noiembrie 2008 | 4 episoade |
| Mr. Bean - Best Bits           |                                                                | 17 noiembrie 2008 | Highlights |

Best of Mr. Bean
| Numele DVD-ului      | Nr. de episoade | Data lansării     | Note           |
| -------------------- | --------------- | ----------------- | -------------- |
| The Best of Mr. Bean | 7               | 23 noiembrie 1999 | NBC Universal  |
| The Best of Mr. Bean | 7               | 29 august 2006    | A&E Home Video |

### FormatVHS
| Nume VHS                           | Nr. de episoade   |
| ---------------------------------- | ----------------- |
| The Amazing Adventures of Mr. Bean | 2                 |
| The Exciting Escapades of Mr. Bean | 2                 |
| The Terrible Tales of Mr. Bean     | 2                 |
| The Merry Mishaps of Mr. Bean      | 2                 |
| The Perilous Pursuits of Mr. Bean  | 2                 |
| Unseen Bean                        | 2                 |
| The Final Frolics of Mr. Bean      | 2                 |
| The Best Bits of Mr. Bean          | Părți de episoade |
| The Complete Mr. Bean (Volum 1)    | 7                 |
| The Complete Mr. Bean (Volum 2)    | 7                 |
| Merry Christmas Mr. Bean           | 1                 |
| Mr. Bean - Vol 1                   | 3                 |
| Mr. Bean - Vol 2                   | 3                 |

## Mr. Bean în cultura populară
Vânzarea mondială a serialului Mr. Bean a permis pătrunderea acestuia în mai multe regiuni culturale. Mai multe personalități publice au fost comparate cu personajul, de obicei sub forma unei insulte. Tony Blair, în 2003 Prim-ministrul Regatului Unit, a fost identificat de Homer Simpson ca Mr. Bean când acel episod a recurs la unele prejudecăți britanice tipice față de americani.
Arthur Batchelor, un membru al flotei regale britanice ținut prizonier de iranieni în 2007, a afirmat că unii teroriști i-au zis în batjocură Mr. Bean. Comentatorul de radio-TV Ray Warren l-a poreclit Mr. Bean pe arbitrul Ligii Naționale de Rugby, Sean Hampstead, deoarece acesta seamănă cu personajul interpretat de Rowan Atkinson.
În 2007, Vincent Cable, liderul interimar al Liberalior Democrați a descris declinul prim-ministrului Gordon Brown ca „o transformare remarcabilă dintr-un Stalin în ultimele săptămâni de viață într-un Mr. Bean. Și în Spania prim-ministrul spaniol José Luis Rodríguez Zapatero este adesea poreclit Mr. Bean din cauza asemănării fizionomice cu Mr. Bean, iar un hacker a spart site-ul oficial al Spaniei pentru președinția Uniunii Europene, inserând pe prima pagină figura personajului Mr. Bean. Premierului Zapatero i se mai spune Mr. Bean și când nu reușește să ajungă la un consens cu partidele politice.
Multe din scenele din Mr. Bean au fost folosite ca experimente în serialul MythBusters de pe Discovery Channel. În episodul 52, "Mind Control", ideea de a picta o cameră cu artificii puse într-o cutie cu vopsea, ca în episodul „Do-It-Yourself, Mr. Bean, a fost testată și infirmată, încăperea nefiind vopsită în întregime.